# 巴蘭尼亞州
巴兰尼亚州（發音：[ˈbɒrɒɲɒ ˈmɛɟɛ]）是匈牙利南部的一個州，南鄰克羅地亞，部分以德拉瓦河为界。面積4,430平方公里，人口360,704（2019年）。首府佩奇。是巴兰尼亚地区的一部分。

## 名称
该州在德语中的名字是Komitat Branau（布拉瑙），在克罗地亚语中则是Baranjska županija（巴兰尼亚）。
Baranya来自于斯拉夫语单词bara，意思是“沼泽”。所以整个词的意思就是“沼泽地”。实际上该州现在的大部分地区是沼泽，克罗地亚的Kopački Rit就位于该州东南方向的自然保护区内。不过也有人认为，Baranya的名字来源于匈牙利语词汇bárány，意思是“羔羊”。

## 地理
巴兰尼亚州面积约为4430平方公里，占匈牙利国土总面积的4.76%。州北部是梅切克山脉，覆盖大片森林。中部主要是维拉尼山脉和巴兰尼亚山脉。东南部是平原地区。该州最高点是梅切克山脉的岑戈山，海拔为682米。巴兰尼亚州拥有丰富的矿泉水和地热温泉，以及其他资源。匈牙利98%的煤炭资源都集中这里。

### 气候
巴兰尼亚州的气候比较特殊，它融合了大陆性气候和温带气候，而匈牙利其他地方基本上都是大陆性气候。因此该地相比匈牙利其他地方气候更加温和，特别是在冬天。由于相对靠近地中海，因此该州也拥有匈牙利各州中最高的年均降雨量和较多的日照天数。

## 历史
巴兰尼亚地区自古就有人居住，在马扎尔部落征服此地之前，这里主要居住的是斯拉夫人和阿瓦尔人。匈牙利国王伊什特万一世在这里建立了一个主教席位。
1526年，奥斯曼帝国占领该州，1689年回归匈牙利，中世纪的边界一直保留到一战结束。根据新签订的特里亚农条约，该地区的南部（约1163平方公里）由南斯拉夫王国统治（如今归属于克罗地亚），其余的部分留在匈牙利境内。1950年锡盖特堡和附近地区并入该州。

## 人口
巴兰尼亚州的少数民族比例是匈牙利全国最高的，其中德意志民族的34%和南斯拉夫民族的32%住在该州境内。
根据2011年的人口普查结果：
- 匈牙利人 84.97%
- 德意志人 6.67%
- 罗姆人 4.55%
- 克罗地亚人 1.86%
- 其他 1.95%

## 政治
巴兰尼亚州议会一共有18名议员组成。其中青民联（Fidesz）占据其中的12个席位。

## 行政区划

### 区份

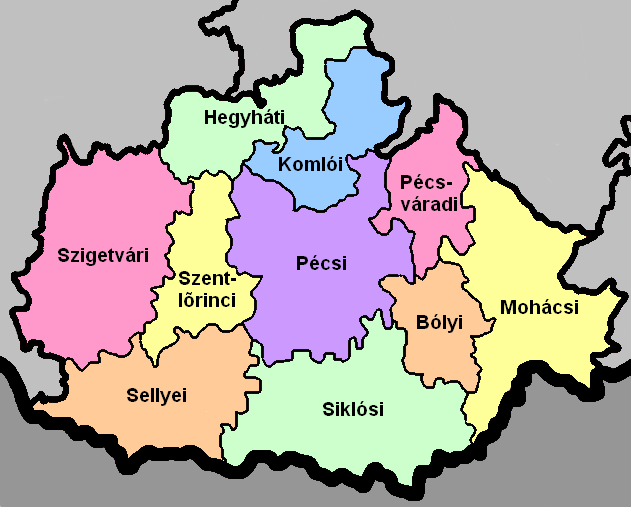
巴兰尼亚州的区份

巴兰尼亚州划分为10个区：
- 博伊區
- 海吉哈特區
- 科姆洛区
- 莫哈奇区
- 佩奇区
- 佩奇瓦劳德区
- 谢耶区
- 希克洛什区
- 圣勒林茨区
- 锡盖特堡区

### 市镇
巴兰尼亚州下设有一个州级市、13个城镇、3个大型村庄和284个村庄。该州的人口分布与包尔绍德-奥包乌伊-曾普伦州非常类似，呈现出极端化的趋向。州府佩奇是匈牙利的第五大城市，拥有首屈一指的人口。但该州内的三分之二的城镇（村庄）人口都在500人以下。该州一半人口都居住在佩奇和附近的区域，但也有22%的人居住在人口少于1000人的村庄内。佩奇的人口超过15万，而第二大城科姆洛人口不到25000人，仅为佩奇的六分之一。

## 旅游景点
- 佩奇，巴兰尼亚州州府同时也是欧洲文化之都，拥有众多的文化节目。拥有世界遗产的早期基督教陵，以及广场、街区、剧院、博物馆等。
- 莫哈奇，以1526年的摩哈赤战役闻名。
- 希克洛什，希克洛什城堡，匈牙利保存最完好的城堡之一。
- 圣玛丽，当地的教堂是天主教朝圣地。
- 锡盖特堡，摩哈赤战役后作为匈牙利人抵御奥斯曼帝国入侵的军事堡垒。
- 佩奇瓦劳德，是匈牙利的城鎮，毗鄰首府佩奇19公里。
- 泽利奇，拥有亚地中海植物群和动物群的自然保护区。
- 东梅切克山脉（匈牙利语：Kelet-Mecsek），古建筑保护区。